# Hartford Courant
Le Hartford Courant est le plus grand journal de l'État américain du Connecticut souvent considéré comme le plus ancien journal publié de façon continue aux États-Unis,un journal du matin qui dessert la plus grande partie de l'État au nord de New Haven et à l'est de Waterbury, son siège sur Broad Street se trouve à quelques pas du Capitole de l'État du Connecticut. Il rend compte de l'actualité régionale avec des bureaux dans les plus petites villes et des éditions locales. Depuis 2000, il appartient à la Tribune Company, qui plus tard associa la gestion du journal et les installations avec celles de WTIC-TV à Hartford qui appartient également à la Tribune.

## Histoire
Le Connecticut Courant est d'abord un hebdomadaire quand il est lancé par Thomas Green le 29 octobre 1764. Le terme «courant », emprunté au néerlandais, est un nom répandu pour les journaux de langue anglaise. Le quotidien Hartford Courant retrouve dans son origine hebdomadaire, sa revendication de titre de "Plus ancien journal américain publié sans aucune interruption" et adoptant le slogan, "Plus ancien que la nation." (The New Hampshire Gazette, qui commença à être publiée en 1756, et tous les autres ont quasiment tous disparu, intégrés à d'autres publications, mais possède la marque déposée de plus ancien journal de la nation après sa renaissance comme un petit bihebdomadaire en 1989. Voir aussi le New York Post qui se revendique plus ancien quotidien et Time magazine qui revendique les "plus anciennes" vues.)
Le Courant a été acheté en 1979 par Times Mirror, la société mère du Los Angeles Times. Les premières années de la propriété en dehors de la ville furent décrites par un ancien journaliste du Courant dans un livre intitulé Spiked: How Chain Management Corrupted America's Oldest Newspaper. L'une des critiques était que les nouveaux propriétaires étaient plus intéressés par les récompenses et moins par l'attachement traditionnel au Courant pour sa couverture exhaustive des nouvelles locales.
Le Courant remporta en 1992 le prix Pulitzer pour l'enquête sur les problèmes de Hubble (une société du Connecticut a été impliquée dans la construction), et il gagna un prix Pulitzer en 1999 dans la catégorie Breaking News pour la couverture d'une fusillade en 1998 dont l'auteur est le comptable qui s'est ensuite suicidé faisant cinq morts (dont  l'auteur) au siège de la Loterie du Connecticut. Une série d'articles sur les abus sexuels commis par le leader d'un ordre catholique mondial, publié depuis février 1997, a constitué la première dénonciation de Marcial Maciel Degollado connue d'un large public,.
En 2000, le Times Mirror et le Courant font partie de la Tribune Company, l'une des plus importantes entreprises multimédias du monde. Ironie du sort, le Courant avait également acquis Valley Advocate un groupe « alternatif » d'hebdomadaires lancé par deux membres mécontents de l'équipe du Courant en 1973. Sous la nouvelle direction, il est codétenu avec deux stations de télévision locales : WTIC-TV affiliée à la Fox et The CW affiliée à WCCT-TV.
Le Courant est le dernier journal américain à avoir remporté l'award de la Society for News Design du meilleur journal conçu au monde (en 2005). En 2006, l'enquête journalistique sur la santé mentale et les cas de suicide parmi les américains servant lors de la guerre en Irak a été présentée dans la série documentaire de PBS Exposé : America's Investigative Reports dans un épisode intitulé « Question 7 ».
Fin juin 2006, la Tribune Co. a annoncé que Jack W. Davis Jr. Le directeur de publication du Courant, serait remplacé par Stephen D. Carver, vice-président et directeur de la chaîne de télévision WATL d'Atlanta, en Géorgie. En mars 2009, la Tribune remplaça Carver par Richard Graziano, qui a reçu la double casquette d'éditeur du Courant et de directeur général de deux stations de télévision d'Hartford appartenant à  laTribune. En mai de la même année, la Tribune a annoncé que Jeff Levine, un directeur du journal ayant une formation en marketing, deviendrait « directeur du contenu » et que l'éditeur ou le « directeur de la plate-forme d'impression » du Courant relèverait de Levine comme du directeur de l'information de WTIC-TV. Peu après, deux des éditeurs de haut rang du Courant  étaient remerciés,.
Au cours des dernières années, le Courant a proposé des retraites anticipées et des indemnités de cessation d'emploi pour réduire les effectifs subissant une baisse de ses recettes publicitaires. Il y a également eu des licenciements; le Courant a annoncé en juin 2008 qu'il pourrait licencier environ 25 % de son personnel de la salle de rédaction. En outre, en septembre 2008, le nombre de pages devrait être réduit dans ses éditions quotidiennes.
De nouveau, des licenciements au sein de la rédaction sont annoncés en juillet 2011. Le personnel de la rédaction a atteint un sommet en 1994 avec près de 400 personnes, tombant à 175 personnes en 2008 et 135 en 2009.

## Politique
Lors de ses plus récents appuis envers le Président américain, le sénateur du Connecticut et le gouverneur du Connecticut, à chaque fois, le Courant a soutenu le candidat démocrate. Dans les trois cas, l'état du Connecticut a voté en accord avec ce soutien.
- L'élection présidentielle américaine de 2008 : soutien du démocrate Barack Obama sur le républicain John McCain. "Dans ses 244 ans d'histoire, le Courant n'a soutenu qu'un seul candidat démocrate à la présidence, Bill Clinton. Aujourd'hui, nous donnons notre appui à un deuxième démocrate, le sénateur Barack Obama, avec l'espoir que s'il était élu, il gouverne à partir du centre comme l'a fait M. Clinton. M. Obama doit résister et ne pas servir les seuls intérêts de son parti mais plutôt servir l'intérêt supérieur de la nation inquiète[10] ».

- L'élection sénatoriale américaine de 2010 au Connecticut : soutien du démocrate Richard Blumenthal sur la républicaine Linda McMahon. « Nous soutenons le procureur général de l'état Richard Blumenthal, le démocrate, dans l'espoir que, s'il était élu, il plaiderait pour le Connecticut à Washington avec autant de succès qu'il l'a fait auprès de l'état pour les personnes de Hartford ces deux dernières décennies [11]».

- L'élection du Gouverneur du Connecticut de 2010 : soutien du démocrate Dan Malloy sur le républicain Tom Foley. "Les électeurs du Connecticut ont un choix difficile dans la course au poste de gouverneur cette année, et c'est une bonne chose. Les candidats des deux grands partis, le démocrate Dannel Malloy, 55 ans, de Stamford et le républicain Tom Foley, 58 ans, de Greenwich sont intelligents, puissants et énergiques. Les deux sont à la hauteur. Les deux s'accordent sur le fait que l'État doit vivre selon ses moyens et améliorer son économie. Cependant, l'expérience de M. Malloy au sein de l'administration municipale persuade le Courant qu'il est le meilleur candidat"[12].

Lorsque deux journaux furent publiés à Hartford, le Courant était sur le plan rédactionnel républicain et ne pouvait pas supporter un non-républicain à la présidence jusqu'à Bill Clinton. Lorsque le Hartford Times cessa de paraître en 1976, la page éditoriale du Courant prit une position indépendante. Il approuva des républicains et des démocrates.
Bien que le Courant, du point de vue éditorial, ait récemment approuvé les candidats républicains, son approche éditoriale envers le gouvernement de l'État dans les dernières décennies a été traditionnellement libérale et opposée à ce qu'elle considère un conservatisme sans vision pour le futur. Son solide appui de l'ancien sénateur Lowell Weicker fut décisive dans son élection au poste de gouverneur en 1990. Il a approuvé son lieutenant-gouverneur Eunice Groark au poste de gouverneur en 1994. Après que le gouverneur républicain John G. Rowland eut annoncé des initiatives majeures de développement pour le centre-ville de Hartford, le Courant a appuyé ses candidatures pour ses réélections de 1998 et 2002. En 2006, le Courant a approuvé le démocrate John DeStefano Jr. au poste de gouverneur, mais il fut lourdement vaincu par le gouverneur sortant M. Jodi Rell.
Le cabinet d'avocats de longue date Tyler Cooper & Alcorn du Courant, se trouve également être celui du parti républicain du Connecticut. Cette relation d'affaires avec le parti républicain prit fin quand les avocats de Tyler Cooper combattirent activement au nom du Courant afin de dévoiler un rapport de police sur un incident domestique présumé à Middlebury dans la maison de Rowland.
En juillet 2006 le Courant pesa sur le contentieux lors de la primaire démocrate du Connecticut au Sénat en soutenant le sortant Joseph Lieberman. Le Courant a également approuvé sa candidature à l'élection générale.

## Controverses

### Sleepy
En août 2009, le Courant suscita une certaine controverse à la suite du licenciement de George Gombossy, après 40 ans passés au journal, dans une chronique de défense du consommateur. Gombossy accusa le Courant d'avoir rejeté un article qu'il avait écrit à propos d'une enquête menée par le procureur général du Connecticut accusant Sleepy's (un important annonceur du journal) de vendre comme neuf des matelas usagés et infestés de punaises,,.
Le procès de Gombossy contre le Courant a été rejeté par un juge de la Cour supérieure du Connecticut en juillet 2010. Dans sa décision, le Juge Marshall K. Berger, Jr. fit  remarquer que les propriétaires du journal et les éditeurs ont un droit « fondamental » de « contrôle [du] contenu de leurs journaux, » de plus il observe que, dans son emploi au Courant, Gombossy n'avait "aucun droit constitutionnel de publier quoi que ce soit".
Toutefois, les avocats de Gombossy déposèrent une deuxième plainte, et le juge Berger a rétabli la plainte. L'affaire mena à un procès à l'automne 2011.

### Plagiat
En septembre 2009, l'éditeur du Courant, Richard Graziano, présente ses excuses publiques, le journal acceptant l'accusation de plagiat. Ses concurrents avaient accusé le Courant d'utiliser leur contenu sans autorisation et de refuser d'indiquer la source.